# NGC 765
NGC 765 (również PGC 7475) – duża galaktyka spiralna z poprzeczką (SBbc), znajdująca się w gwiazdozbiorze Barana. Jej odległość od Ziemi wynosi około 235 milionów lat świetlnych. Odkrył ją Albert Marth 8 października 1864 roku.
NGC 765 należy do galaktyk o niskiej jasności powierzchniowej (LSB). Aktywność gwiazdotwórcza w tej galaktyce jest niska. Pozorny rozmiar centralnej części galaktyki to 2,8' × 2,8', a razem z rozciągniętymi, słabiej widocznymi ramionami spiralnymi – 4,5' × 4'.
NGC 765 ma dwóch małych towarzyszy – NGC 765a i galaktykę nieregularną UGC 1453.